# 夫婦旅日記 さらば浪人
『夫婦旅日記 さらば浪人』（めおとたびにっき さらばろうにん）は、1976年4月5日 - 9月27日までフジテレビ系列にて毎週月曜日21:00 - 21:54に放映されたテレビ時代劇。全25話。

## 概要
主人公　三沢伊兵衛役の藤田まことと妻のたよ役の中村玉緒は、本作の直前に『必殺仕置屋稼業』（朝日放送制作・NET系列）で共演している。本作では『必殺 - 』で演じた中村主水、おこうとは一味違った素朴で人情味溢れる夫婦を演じている。第13話は中村玉緒の夫　勝新太郎が演出を手掛けている。

## あらすじ
越後長岡藩の剣術指南役　三沢伊兵衛（藤田まこと）は剣の腕は一流だが、生来のお人好しで不器用な性格である。ある時、親友を庇って、藩の上層部と対立してしまった為に脱藩して浪人となってしまった。伊兵衛は妻のたよ（中村玉緒）と共に仕官の口を求めて旅に出る。そして行く先々で持ち前の正義感や善意から、様々な事件に巻き込まれる。

## 出演
- 三沢伊兵衛：藤田まこと
- たよ：中村玉緒
- 筧新之介：高岡健二
- 千春：栗田ひろみ
- おまち：春川ますみ
- たか：楠田薫
- 小太郎：伊藤洋一
- 山崎源之進：田崎潤
- 自然：中村翫右衛門

## ゲスト
| 話数 | ゲスト出演者 |
| ---- | --- |
| 1    | 草野大悟、横山リエ、山本麟一、平凡太郎、江幡高志、中井啓輔、青山主膳：永野達雄、小柳圭子、丘路千、阿波地大輔、北原将光 重久剛、多賀勝、木下サヨ子、暁新太郎、松尾勝人、藤川準、水野忠誠：宮川珠季、倉谷礼子、奥村和恵、西田富士美、多田和生 |
| 2    | 加藤嘉、小松方正、須賀不二男、小田部通麿、柳原久仁夫 武周暢、有川正治、五十嵐義弘、大村茂樹、平沢彰、日高久、武田てい子、丸尾好広、伝法三千雄、美樹博、美鷹健児、浜加代子、三笠敬子                                                         |
| 3    | 神山繁、柴田侊彦、井原千寿子、陶隆司 勝部演之、中村孝雄、黛康太郎、広瀬義宣、尾沢誠、藤井章満、林雅也、仲西文夫 |
| 4    | 名古屋章、大関優子、井上昭文、富田仲次郎、立原博 頭師孝雄、三浦徳子、堀北幸夫、滝譲二、下元年世、藤春保、新城邦彦、吉久高広 |
| 5    | 滝田裕介、津山登志子、小美野欣二、北村英三 伊藤豪、上屋健一、岩花太郎、松丸登志乃、遠山欽、荻原郁三、藤山喜子、重久剛、伊波一夫、広田和彦、藤川準、古川義信、中江一郎                                                                       |
| 6    | 野川由美子、岡田英次、松下砂稚子、佐久間良、亀井賢二、多田潤一郎、森本晃史 |
| 7    | 村野武範、深江章喜、阿部希郎、藤沢薫、原聖四郎、 川﨑裕子（子役）、森川誠（子役）、芝本正、沖ときお、森秀人、暁新太郎、丸尾好広、藤春保、小笠原町子                                                                                         |
| 8    | 服部妙子、高峰圭二、樋浦勉、冷泉公裕、根岸一正 佐藤博、上野山功一、佐々木孝丸、伴勇太郎、菊野昌代士、川崎裕之 |
| 9    | 中尾彬、藤岡重慶、森幹太、北見唯一、浜田雄史 近江輝子、太田優子、岡本崇、笹吾朗、石原須磨男、出水憲司、花岡秀樹、加茂雅幹、大杉潤 |
| 10   | 市川祥之助、杣英三郎、京春上、村田吉次郎、坂東太三郎、 持丸繁、金子幸枝、金井進二、山村弘三、岡嶋艶子、滝譲二、藤春保、馬場勝義、古財敏之                                                                                                   |
| 11   | 小六：火野正平、お松：小夜福子、正司照江、正司花江、笑福亭鶴光 月亭八方、林家小染、穂積隆信、古川緑九、天王寺虎之助、国一太郎、松田明、遠山欽、千代田進一、佐名手ひさ子、林恭子、野垣真実生                                                 |
| 12   | 今陽子、石橋蓮司、東野孝彦、織本順吉、江見俊太郎 石山雄大、大竹修造、有川正治、暁新太郎、丘路千、白川浩二郎、沖ときお、岩本愛子 |
| 13   | 佐藤オリエ、原田清人、梅津栄、井上明子、三笠敬子、倉谷礼子、深田章子、重久剛、芝田総二、福島廣宣 |
| 14   | 原田芳雄、真野響子、湯沢勉、高木均、赤木美絵、山口朱美、藤川準、広田和彦 |
| 15   | 近藤正臣、内藤武敏、三上真一郎、市毛良枝、井伊直充：岩田直二、酒井哲、近江輝子、町田米子、桑垣浩子（子役）、吉田良全、美鷹健児、広田和彦 |
| 16   | 砂塚英夫、菅貫太郎、原口剛、横光勝彦、剣持伴紀 中村孝雄、長沢大、小野恵子、小池雄介、川浪公次郎、北原将光 |
| 17   | 松田優作、赤座美代子、おらん：三浦真弓、山脇典膳：小笠原弘 夢路いとし、喜味こいし、平沢彰、高並功、田畑猛雄、花岡秀樹、中塚和代 |
| 18   | 伴淳三郎、宮城千賀子、清水めぐみ、高原駿雄 |
| 19   | 熊五郎：財津一郎、須賀不二男、人見きよし、おたみ：井原千寿子、水谷邦久 永井直矢：桂春之助、原哲男、吉村庸、笹吾朗、太田優子、北村光生 |
| 20   | 横田主水：松平健、お陽：麻田ルミ、木村弦ノ亟：横山あきお、原田内膳正：沼田曜一、青山幸哉：久富惟晴 増田順司、お時の方：松村康世、宮ヶ原淳一、宮川珠季、川崎裕之、大村茂樹、石津貞義、伊波一夫、岡田恵子、竹井雅文、駒田真紀                 |
| 21   | 犬塚弘、加藤嘉、川口敦子、村田正雄、平田守、奥村公延、川崎晶代、堤慶子、池田恭子、若林雅男、田中憲治、上田哲也 |
| 22   | 安田道代、長谷川明男、宮島誠、伊吹聡太朗、藤森健之、鈴木康弘、芝田総二、鈴木俊介、東大路昌弘、山岸タネ |
| 23   | 小野進也、森川千恵子、小池朝雄、桑山正一、暁新太郎、清水健祐、浜加代子、玉山由利子 |
| 24   | 掛布長政：米倉斉加年、高杉早苗、山内明、柴田侊彦、中井啓輔 関根世津子、金井進二、永野達雄、乃木年雄、松田明 |
| 25   | 掛布長政：米倉斉加年、太田博之、伊藤るり子、山辺：草薙幸二郎、内田稔、大和撫子、三浦徳子、榊原政愛：市川男女之助、三島猛、中本雅年 |

## サブタイトルリスト
※サブタイトルに舞台の表記はない。
| 話数 | サブタイトル           | 脚本                  | 監督     | 舞台         |
| ---- | ---------------------- | --------------------- | -------- | ------------ |
| 1    | 雨あがる               | 下飯坂菊馬            | 森一生   | 吉原・沼津   |
| 2    | 春の城下町             | 岩元南                | 工藤栄一 | 掛川         |
| 3    | 虹を渡る武士           | 下飯坂菊馬            | 森一生   | 金沢         |
| 4    | 恋しのぶ宿             | 野波静雄              | 田中徳三 | 伊那         |
| 5    | 母の峠路               | 野波静雄              | 安田公義 | 富山         |
| 6    | 花におう里             | 下飯坂菊馬            | 太田昭和 | 福井         |
| 7    | 友よ、何処へ           | 東條正年              | 工藤栄一 | 越前勝山     |
| 8    | 青葉の寺               | 星川清司              | 太田昭和 | 水口         |
| 9    | 信濃路の夢             | 桜井康裕              | 工藤栄一 | 飯田         |
| 10   | 泣き笑い花道の男       | 岩元南                | 工藤栄一 | 会田         |
| 11   | おっかさん一筆啓上     | 高橋二三              | 太田昭和 | 大坂         |
| 12   | 女武芸者の恋           | 東條正年              | 森一生   | 伊勢亀山     |
| 13   | 暮れ六ツの鐘が鳴る     | 中村努                | 勝新太郎 | 桑名・名古屋 |
| 14   | 弱虫侍と豪傑の決闘     | 田辺泰志              | 黒木和雄 |              |
| 15   | 三十五万石を賭けた恋   | 島田開 一の瀬英伍     | 森川時久 | 彦根         |
| 16   | 伊兵衛乱心             | 中村努                | 安田公義 | 岡崎         |
| 17   | 群狼の街               | 下飯坂菊馬            | 森一生   | 西宮         |
| 18   | 乞食と三文の旦那       |                       |          | 明石         |
| 19   | くずやおはらい物語     | 野波静雄              | 安田公義 | 高槻         |
| 20   | 神かくしの村           | 池田一朗 岩元南       | 井上梅次 | 郡上八幡     |
| 21   | われこそは花嫁の父     | 高橋二三              | 田中徳三 |              |
| 22   | 灯篭流しの女           | 下飯坂菊馬 久貴千賀子 | 安田公義 | 川越         |
| 23   | 恋飛脚                 | 中村努                | 島田開   | 草加         |
| 24   | ふるさとへの旅路       | 田口耕三              | 安田公義 | 高崎         |
| 25   | ふるさとの空はふたたび | 下飯坂菊馬            | 森一生   | 高田         |

*第18話。BSフジ2023年の放送では、放送なし。
*第19話。BSフジ2023年の放送では「ひょうたんから駒の物語」。

## スタッフ
- 企画：久保寺生郎、眞田正典、中本逸郎
- プロデューサー：西岡善信（映像京都）、市古聖智（勝プロダクション）
- 原作：山本周五郎「雨あがる」
- 音楽：いずみたく
- 脚本：「サブタイトルリスト」参照
- 撮影：宮川一夫、吉田貞次、渡辺貢、牧浦地志、藤井秀男
- 美術：西岡善信、太田誠一、家木一実
- 殺陣：楠本榮一
- 現像：東洋現像所
- ナレーター：槇大輔
- 監督：「サブタイトルリスト」参照
- 制作協力：渡辺プロダクション文芸室、映像京都
- 制作：フジテレビジョン、勝プロダクション

## 主題歌
- 「みちづれ」（今陽子）
  - 作詞：山川啓介／作曲：いずみたく／編曲：親泊正昇